# Abdij Sankt Egidien Neurenberg
De abdij Sankt Egidien was een benedictijnerabdij in Beieren.
Omstreeks 1140 liet koning Koenraad III benedictijner monniken uit het Schotten-klooster uit Regensburg komen om zich te vestigen bij de al bestaande Egidien-kerk. Deze kerk was een hofkerk van de Hohenstaufen. In de loop der tijd kwam de kerk volledig in beheer van het convent. 
In 1521 wordt de abdij vermeld als rijksstand. In 1525 seculariseerde de rijksstad Neurenberg de abdij.